# Tournoi d'ouverture du championnat du Honduras de football 2022
Navigation
Tournoi précédent Tournoi suivant
Le tournoi Apertura 2022 est le trentième tournoi saisonnier disputé au Honduras. C'est cependant la 81e fois que le titre de champion du Honduras est remis en jeu.
Le FC Motagua remet son titre en jeu face aux neuf meilleures équipes du Honduras. Le CD Olimpia, vainqueur du FC Motagua, remporte son trente-cinquième championnat national et se qualifie pour la Coupe d'Amérique centrale 2023.

## Équipes participantes
Ce tableau présente les dix équipes qualifiées pour disputer le championnat 2022-2023. On y trouve le nom des clubs, le nom des stades dans lesquels ils évoluent ainsi que la capacité et la localisation de ces derniers.
| \| Marathón Real España Motagua Olimpia UPNFM Vida Victoria Olancho Honduras Real Sociedad \| Localisation des équipes. |
| Marathón Real España Motagua Olimpia UPNFM Vida Victoria Olancho Honduras Real Sociedad                                 |

| Équipe             | Ville          | Stade                               | Capacité |
| CD Honduras        | El Progreso    | Stade Humberto Micheletti           | 5 500    |
| Real Sociedad (en) | Tocoa          | Stade Francisco Martínez Durón (en) | 3 000    |
| Lobos UPNFM (en)   | Tegucigalpa    | Stade Universidad UPNFM             | 8 000    |
| CD Marathón        | San Pedro Sula | Stade Yankel Rosenthal              | 15 000   |
| FC Motagua         | Tegucigalpa    | Stade Tiburcio Carias Andino        | 35 000   |
| CD Olimpia         | Tegucigalpa    | Stade Tiburcio Carias Andino        | 35 000   |
| Olancho FC (es)    | Juticalpa      | Stade Juan Ramón Brevé Vargas       | 20 000   |
| CD Victoria        | La Ceiba       | Stade Nilmo-Edwards                 | 20 000   |
| Real España        | San Pedro Sula | Stade Francisco Morazán             | 20 000   |
| CDS Vida           | La Ceiba       | Stade Nilmo-Edwards                 | 25 000   |

## Compétition
Le tournoi Apertura se déroule en deux phases :
- La phase de qualification : les dix-huit journées de championnat.
- La phase finale : les quarts de finale à la finale.

### Phase de qualification
Lors de la phase de qualification, les équipes sont regroupées au sein d'un même groupe. Chaque équipe affrontent à deux reprises ses adversaires, une fois à domicile et une fois à l'extérieur. Les deux meilleurs clubs se qualifient directement pour les demi-finales tandis que les équipes classées de la troisième à la sixième position se qualifient pour les quarts de finale.
Le classement est établi sur le barème de points classique (victoire à 3 points, match nul à 1, défaite à 0).
Le départage final se fait selon les critères suivants :
- Le nombre de points.
- La différence de buts générale.
- La différence de buts particulière.
- Le nombre de buts marqués.

#### Classement
| Rang | Équipe             | Pts | J  | G  | N | P  | Bp | Bc | Diff |
| ---- | ------------------ | --- | -- | -- | - | -- | -- | -- | ---- |
| 1    | CD Olimpia         | 38  | 18 | 11 | 5 | 2  | 25 | 8  | +17  |
| 2    | FC Motagua T       | 32  | 18 | 9  | 5 | 4  | 32 | 24 | +8   |
| 3    | Olancho FC (es) P  | 29  | 18 | 9  | 2 | 7  | 35 | 25 | +10  |
| 4    | Real España        | 29  | 18 | 8  | 5 | 5  | 26 | 22 | +4   |
| 5    | CD Victoria        | 28  | 18 | 8  | 4 | 6  | 28 | 25 | +3   |
| 6    | CD Marathón        | 26  | 18 | 7  | 5 | 6  | 35 | 26 | +9   |
| 7    | CDS Vida           | 23  | 18 | 6  | 5 | 7  | 21 | 24 | -3   |
| 8    | Lobos UPNFM (en)   | 18  | 18 | 4  | 6 | 8  | 23 | 31 | -8   |
| 9    | CD Honduras        | 13  | 18 | 2  | 7 | 9  | 19 | 31 | -12  |
| 10   | Real Sociedad (en) | 10  | 18 | 2  | 4 | 12 | 15 | 42 | -27  |

| Légende : Qualifications et relégations | Légende : Qualifications et relégations          |
| --------------------------------------- | ------------------------------------------------ |
|                                         | Qualification pour les demi-finales              |
|                                         | Qualification pour les quarts de finale          |
|                                         | T Tenant du titre P Promu de la saison 2021-2022 |

### Phase finale
Les six équipes qualifiées sont réparties dans le tableau final d'après leur classement général, le deuxième affrontant lors des demi-finales le vainqueur du quart opposant le quatrième au cinquième et le premier affrontant le vainqueur du quart opposant le troisième au sixième.
En cas d'égalité sur la somme des deux matchs, les deux équipes sont dans un premier temps départagées par la règle des buts marqués à l'extérieur puis par leur classement général si cela est nécessaire, sauf lors de la finale où des prolongations puis une séance de tirs au but ont éventuellement lieu.

#### Tableau
|  | Quarts de finale  | Quarts de finale  | Quarts de finale | Quarts de finale |              |              | Demi-finales | Demi-finales | Demi-finales | Demi-finales |  |  | Finale | Finale | Finale | Finale |
|  |                   |                   |                  |                  |              |              |              |              |              |              |  |  |        |        |        |        |
|  |                   |                   |                  |                  |              |              |              |              |              |              |  |  |        |        |        |        |
|  |                   |                   |                  |                  |              |              |              |              |              |              |  |  |        |        |        |        |
|  |                   |                   |                  |                  |              |              |              |              |              |              |  |  |        |        |        |        |
|  |                   |                   |                  |                  |              |              |              |              |              |              |  |  |        |        |        |        |
|  |                   |                   |                  |                  |              |              |              |              |              |              |  |  |        |        |        |        |
|  | 1 CD Olimpia      | 1 CD Olimpia      | 3                | 1                |              |              |              |              |              |              |  |  |        |        |        |        |
|  | 1 CD Olimpia      | 1 CD Olimpia      | 3                | 1                |              |              |              |              |              |              |  |  |        |        |        |        |
|  |                   |                   | 6 CD Marathón    | 6 CD Marathón    | 1            | 3            |              |              |              |              |  |  |        |        |        |        |
|  | 3 Olancho FC (es) | 3 Olancho FC (es) | 6 CD Marathón    | 6 CD Marathón    | 1            | 3            | 0            | 1            |              |              |  |  |        |        |        |        |
|  | 3 Olancho FC (es) | 3 Olancho FC (es) |                  |                  |              |              |              | 1            |              |              |  |  |        |        |        |        |
|  | 6 CD Marathón     | 6 CD Marathón     | 1                | 1                |              |              |              |              |              |              |  |  |        |        |        |        |
|  | 6 CD Marathón     | 6 CD Marathón     | 1                | 1                | 1 CD Olimpia | 1 CD Olimpia | 1            | 2            |              |              |  |  |        |        |        |        |
|  |                   |                   |                  |                  | 1 CD Olimpia | 1 CD Olimpia | 1            | 2            |              |              |  |  |        |        |        |        |
|  |                   |                   | 2 FC Motagua     | 2 FC Motagua     | 0            | 0            |              |              |              |              |  |  |        |        |        |        |
|  |                   |                   |                  |                  | 0            | 0            |              |              |              |              |  |  |        |        |        |        |
|  |                   |                   |                  |                  |              |              |              |              |              |              |  |  |        |        |        |        |
|  |                   |                   |                  |                  |              |              |              |              |              |              |  |  |        |        |        |        |
|  | 2 FC Motagua      | 2 FC Motagua      | 0                | 2                |              |              |              |              |              |              |  |  |        |        |        |        |
|  | 2 FC Motagua      | 2 FC Motagua      | 0                | 2                |              |              |              |              |              |              |  |  |        |        |        |        |
|  |                   |                   | 5 CD Victoria    | 5 CD Victoria    | 0            | 1            |              |              |              |              |  |  |        |        |        |        |
|  | 4 Real España     | 4 Real España     | 5 CD Victoria    | 5 CD Victoria    | 0            | 1            | 1            | 1            |              |              |  |  |        |        |        |        |
|  | 4 Real España     | 4 Real España     |                  |                  |              |              |              | 1            |              |              |  |  |        |        |        |        |
|  | 5 CD Victoria     | 5 CD Victoria     | 1                | 2                |              |              |              |              |              |              |  |  |        |        |        |        |
|  | 5 CD Victoria     | 5 CD Victoria     | 1                | 2                |              |              |              |              |              |              |  |  |        |        |        |        |
|  |                   |                   |                  |                  |              |              |              |              |              |              |  |  |        |        |        |        |

#### Quarts de finale
| Équipe          | Aller | Retour | Équipe      | Commentaire |
| Olancho FC (es) | 0 - 1 | 1 - 1  | CD Marathón |             |
| Real España     | 1 - 1 | 1 - 2  | CD Victoria |             |

#### Demi-finales
| Équipe     | Aller | Retour | Équipe      | Commentaire                 |
| CD Olimpia | 3 - 1 | 1 - 3  | CD Marathón | Meilleur classement général |
| FC Motagua | 0 - 0 | 2 - 1  | CD Victoria |                             |

#### Finale
| 10 décembre 2022 | FC Motagua | 0 - 1   | CD Olimpia               | Stade Carlos-Miranda, Comayagua                |                                                |
|                  |            | (0 - 0) | 90+4e (pen.) Y. Arboleda | Spectateurs : 3 465 Arbitrage : Armando Castro | Spectateurs : 3 465 Arbitrage : Armando Castro |
|                  | Rapport    |         |                          | Spectateurs : 3 465 Arbitrage : Armando Castro | Spectateurs : 3 465 Arbitrage : Armando Castro |

| 17 décembre 2022 | CD Olimpia                     | 2 - 0   | FC Motagua | Stade Nilmo-Edwards, La Ceiba                  |                                                |
|                  | J. García 45+5e · Chirinos 69e | (1 - 0) |            | Spectateurs : 9 147 Arbitrage : Nelson Salgado | Spectateurs : 9 147 Arbitrage : Nelson Salgado |
|                  | Rapport                        |         |            | Spectateurs : 9 147 Arbitrage : Nelson Salgado | Spectateurs : 9 147 Arbitrage : Nelson Salgado |

| Vainqueur du Tournoi Apertura 2022 CD Olimpia 35e titre |

## Bilan du tournoi
| Tournoi d'ouverture du championnat de football du Honduras 2022 |                        |
| Champion                                                        | CD Olimpia (35e titre) |
| Dauphin                                                         | FC Motagua             |
| Qualifications continentales                                    |                        |
| Coupe d'Amérique centrale 2023                                  | CD Olimpia             |

## Statistiques

### Buteurs
| Rang | Nom              | Équipe      | Buts |
| 1    | Agustín Auzmendi | Olancho FC  | 12   |
| 2    | Clayvin Zúniga   | CD Marathón | 11   |
| 3    | Alexy Vega       | CD Victoria | 9    |